# Citigroup Centre
Citigroup Centre é um arranha-céu, actualmente é o 105º arranha-céu mais alto do mundo, com 243 metros (797 ft). Edificado na cidade de Sydney, Austrália, foi concluído em 2000 com 50 andares.